# 阿克里 (喬治亞州)
阿克里（英語：Acree）是位於美國喬治亞州多爾蒂縣的一個非建制地區。該地的面積和人口皆未知。

## 地理
阿克里的座標為31°33′20″N 83°59′46″W / 31.55556°N 83.99611°W，而該地的平均海拔高度為71米（即233英尺）。